# Guimarás (Filipinas)
Guimarás es una provincia insular en la región de Bisayas Occidentales en Filipinas. Su capital es Jordán. La entera isla forma parte del área metropolitana de Iloílo-Guimarás.

## División territorial
Estos son los municipios de la provincia, con capital en la ciudad de Roxas.
| Nombre         | Población (censo de 2020) | Número de barangayes |
| -------------- | ------------------------- | -------------------- |
| Buenavista     | 52 899                    | 36                   |
| Jordán         | 39 566                    | 14                   |
| Nueva Valencia | 42 771                    | 22                   |
| San Lorenzo    | 29 444                    | 12                   |
| Sibunag        | 23 162                    | 14                   |

## Economía
La provincia es básicamente agraria, y arroz, cocos, mangos, verduras, ganados, aves de corral y pescados son sus productos principales. Sus industrias principales son el turismo, el tratamiento de frutas, la acuicultura, la artesanía, la minería y la producción de lima.
Guimarás se conoce por su cultivos agrarios, particularmente los mangos, donde más o menos de 50 000 de árboles están plantados. La provincia también es famoso por producir los mangos más dulces en el mundo. La fiesta de Manggahan, que celebra la fruta, se celebra cada abril. La variedad de los mangos producidos también es la mejor para hacer mangos secos, mermeladas y otros manjares.